# Henrik Sjöberg
Kristian Henrik Rudolf Sjöberg (Stoccolma, 20 gennaio 1875 – Helsingør, 1º agosto 1905) è stato un altista, lunghista, velocista, discobolo e ginnasta svedese.

## Biografia
Fu l'unico atleta svedese che partecipò ai Giochi della I Olimpiade. Gareggiò nelle gare di atletica leggera e di ginnastica dei Giochi della I Olimpiade del 1896 di Atene.
Nelle gare di atletica, Sjöberg si piazzò quarto o quinto (con l'altro piazzamento che andò al greco Georgios Gennimatas) al primo turno delle batterie dei 100 metri piani, non avanzando in finale. Gareggiò inoltre alla gara di salto in alto, dove si classificò quarto su cinque atleti in totale, saltando 1,60 metri, a cinque centimetri dalla medaglia di bronzo, vinta da James Connolly. Sjöberg fu uno dei nove atleti che prese parte alla gara di salto in lungo. Si piazzò nelle ultime posizioni nel lancio del disco.
Partecipò, nella ginnastica, alla gara di volteggio; non vinse alcuna medaglia e il suo piazzamento finale è sconosciuto.
Ha come prestazioni migliori 12,4 s nei 100 metri piani (1892), 1,78 m nel salto in alto, 6,09 m nel salto in lungo e 26,48 m nel lancio del disco. Morì in un incidente in acqua.